# Olguinski
Olguinski - Ольгинский (rus) - és un khútor del krai de Krasnodar, a Rússia. Es troba a la vora esquerra del riu Kuban. És a 33 km al nord-est d'Abinsk i a 53 km a l'oest de Krasnodar.
Pertanyen a aquest khútor els khútors de Bogdassàrov, Léninski, Netxàievski i Svobodni.